# Wendlandia scabra
Wendlandia scabra är en måreväxtart som beskrevs av Wilhelm Sulpiz Kurz. Wendlandia scabra ingår i släktet Wendlandia och familjen måreväxter.

## Underarter
Arten delas in i följande underarter:
- W. s. dependens
- W. s. pilifera
- W. s. scabra
- W. s. tenasserimensis